# Agua de Solares
Agua de Solares es una marca de agua mineral embotellada radicada en la localidad de Solares, en Cantabria (España), perteneciente al Grupo Fuertes. 
Las aguas del manantial de Fuencaliente son conocidas por sus propiedades medicinales desde el siglo XIII, y fueron declaradas de utilidad pública en 1828. A principios de los años 1970, Agua de Solares alcanzó una cuota de mercado del 50% en España.. El caudal de agua mineral del manantial es de 40 l/s.

## Historia

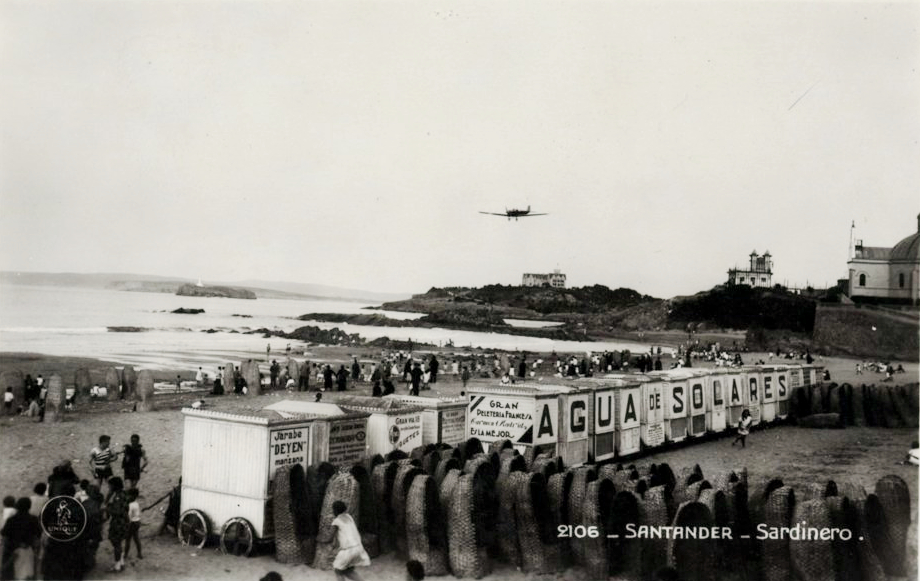
Casetas de baño patrocinadas por Agua de Solares en la playa de El Sardinero de Santander (1925).

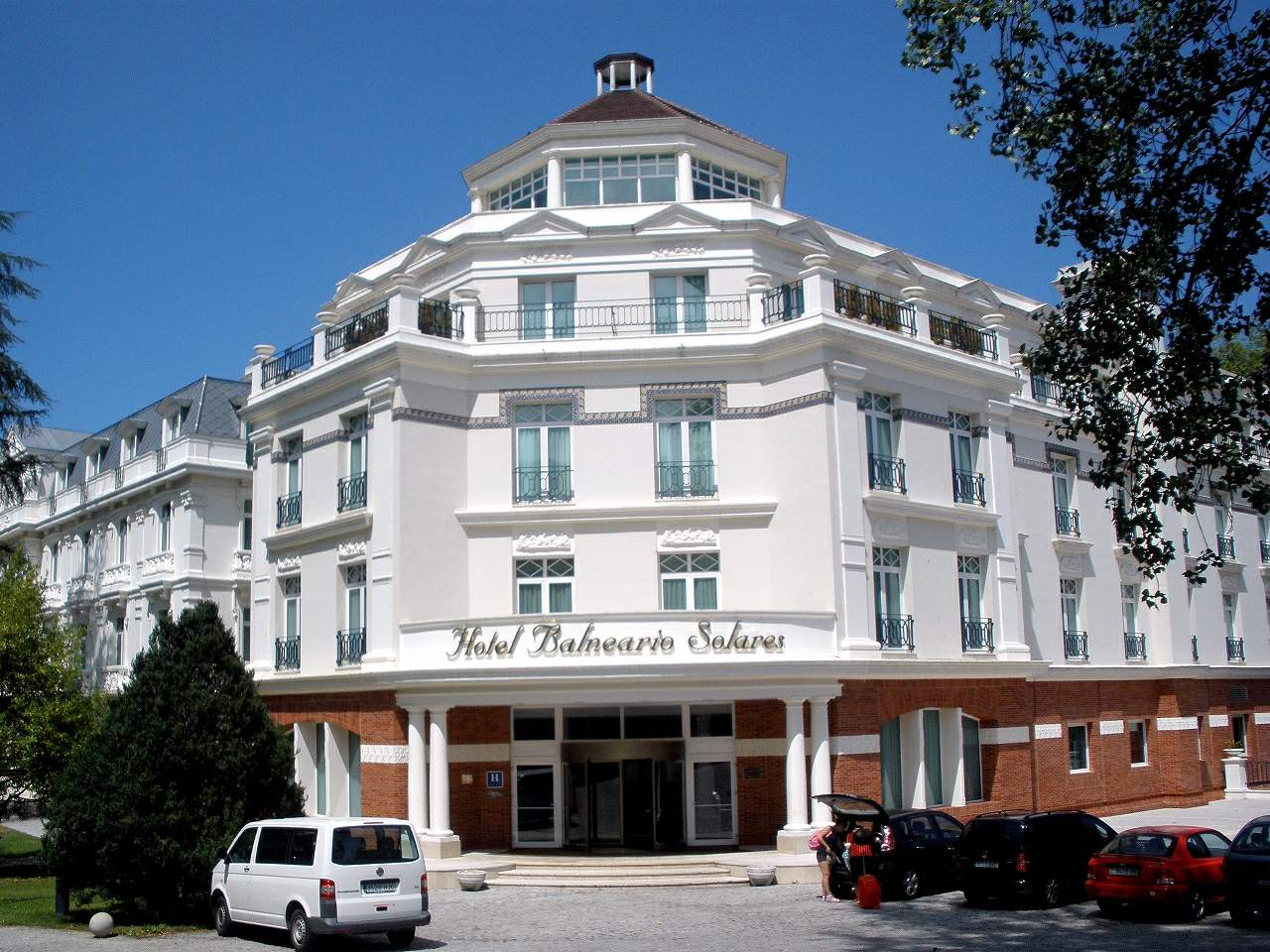
Hotel Balneario de Solares.

Se estima que los efectos beneficiosos de las aguas de Solares son conocidos desde el siglo XIII. La primera mención escrita de las aguas medicinales se produce en el Catastro de Ensenada de 1753. En 1827 fue edificada la primera casa de baños sobre el manantial de Fuencaliente, y un año más tarde, en 1828, sus aguas fueron declaradas Agua Mineral de Utilidad Pública, y embotelladas con el nombre actual, aunque en un primer momento, al ser consideradas medicinales, sólo se encontraban en farmacias. En 1902 fue construido el Gran Hotel Balneario de Solares,
A principios de los años 1970, Agua de Solares alcanzaba el 50% de cuota de mercado del agua mineral en España, llegando a los 100.000.000 de botellas vendidas en 1971. En 1977, fue detectada en varias partidas de la marca la presencia de pseudomonas aeruginosa, una bacteria que, si bien no se encontraba en cantidades suficientes para resultar nociva para el organismo, sí se encontraba entre las pseudomonas prohibidas por la legislación. Solares fue sancionado con una multa de diez millones de pesetas, y las consecuencias en sus ventas fueron nefastas. Solares pasó de vender 100 millones de botellas en 1971 a 12 millones en 1983. Además, el asunto afectó su pujante irrupción en Francia y los países árabes, donde había pasado todos los controles pertinentes.
Tras la grave crisis, Agua de Solares procedió al cierre del balneario, y llevó a cabo distintas actuaciones técnicas en su embotelladora, lo que le permitió una paulatina recuperación bajo la nueva denominación de Manantial de Fuencaliente S.A.
En 2006, la empresa finalizó la reforma del Gran Hotel Balneario, que supuso una gran inversión, lo que unido a una caída en las ventas provocó una importante crisis y algunos impagos a sus empleados. El balneario pasó a ser gestionado desde 2012 por el grupo Castilla Termal, en régimen de alquiler a largo plazo, incorporándole a su cadena de hoteles spa.
En 2024 la empresa Aquadeus, perteneciente al Grupo Fuertes, adquirió Manantial de Fuencaliente, una operación de compra de la empresa embotelladora de Agua de Solares que no incluía el balneario.